# División 2 (Suecia)
División 2 en el fútbol sueco es desde el año 2006 el cuarto escalón del fútbol en Suecia. Fue el tercer escalón antes de que introdujesen la Primera División de Suecia en 2006 y la segunda división antes de 1987. Consisten desde 1993 de seis ligas de doce equipos. Los seis ligas son División 2 Norrland, División 2 Svealand Norte, División 2 Svealand Sur, División 2 Götaland Norte, División 2 Götland Oeste y División 2 Götaland Sur.

## Profesionalismo
División 2 no es considerada como una liga profesional por la Asociación Sueca de Fútbol, sin embargo, los equipos entrenan igual como los equipos en las divisiones superiores. Muchos de los jugadores tienen trabajos con media-jornada y son renumerados por el club.